# Apium santiagoensis
Apium santiagoensis är en flockblommig växtart som beskrevs av Minosuke Hiroe. Apium santiagoensis ingår i släktet sellerier, och familjen flockblommiga växter. Inga underarter finns listade i Catalogue of Life.